# Divizia 20 Infanterie (1916-1918)
Divizia 20 Infanterie a fost o mare unitate de nivel tactic care s-a constituit la 27 august 1916, prin resubordonarea unor unități de rezervă din organica altor divizii de infanterie.:Anexa 10, p. 10
Divizia  a făcut parte din organica Armatei 3. La intrarea în război, Divizia 20 Infanterie a fost comandată de generalul de brigadă David Praporgescu. Divizia a participat la acțiunile militare pe frontul românesc, în perioada 14/27 august 1916 – 16/29 septembrie 1916. La 16 septembrie 2016, Divizia 20 se desființează, parte din trupe sunt trimise pe Valea Oltului, iar restul au fost constituite în Detașamentul Dunărea comandat de colonelul Alexandru Văitoianu, care la 20 noiembrie/3 decembrie 1916 a capitulat, fiind încercuit de forțele Puterilor Centrale.

## Ordinea de bătaie la mobilizare
Divizia 20 Infanterie nu era prevăzută a se înființa la mobilizare. La declararea mobilizării, la 27 august 1916, Marele Cartier General a decis ca trupele aflate în acoperire pe frontiera sudică, în Oltenia să fie constituite într-o divizie de infanterie de sine stătătoare, în subordinea Armatei 3, comandată de generalul de divizie Mihail Aslan 
Ordinea de bătaie a diviziei era următoarea:

- Divizia 20 Infanterie

- Brigada 1 Mixtă

- Batalionul IV/Regimentul 3 Infanterie
- Batalionul IV/Regimentul 43 Infanterie
- Batalionul IV/Regimentul 42 Infanterie
- Batalionul IV/Regimentul 19 Infanterie
- Batalionul IV/Regimentul 59 Infanterie
- Batalionul de miliții Dolj
- Batalionul de miliții Romanați

- Brigada 41 Mixtă

- Regimentul 81 Infanterie

- Batalionul IV/Regimentul 71 Infanterie
- Batalionul IV/Regimentul 1 Infanterie
- Batalionul IV/Regimentul 41 Infanterie

- Batalionul IV/Regimentul 66 Infanterie
- Batalionul IV/Regimentul 26 Infanterie
- Batalionul IV/Regimentul 58 Infanterie
- Batalionul de miliții Mehedinți
- Batalionul de miliții Rovine
- Batalionul de miliții Calafat

- Divizionul 1 Artilerie de 87 mm
- 2 baterie din Regimentul 26 Artilerie
- 1 baterie de 57 mm
- 3 baterii de 53 mm

## Reorganizări pe perioada războiului
La 15 septembrie 1916, după trimiterea unei părți a forțelor diviziei în Valea Oltului, trupele rămase au fost reorganizate în Detașamentul Dunărea, comandat de colonelul Alexandru Văitoianu, cu următoarea ordine de bătaie::p. 196
- Divizia 20 Infanterie

- Detașamentul Hinova-Cetate

- Batalionul IV/Regimentul 3 Infanterie
- Batalionul IV/Regimentul 58 Infanterie
- Batalionul IV/Regimentul 42 Infanterie
- Batalionul de miliții Mehedinți

- Detașamentul Cetate-Jiu

- Batalionul IV/Regimentul 71 Infanterie
- Batalionul IV/Regimentul 26 Infanterie
- Batalionul IV/Regimentul 1 Infanterie
- Batalionul de miliții Dolj
- 2 baterii de 87 mm

- Detașamentul Jiu-Olt

- Batalionul IV/Regimentul 59 Infanterie
- Batalionul IV/Regimentul 19 Infanterie
- Batalionul de miliții Calafat
- 3 baterii de 87 mm

## Comandanți
Pe perioada desfășurării Primului Război Mondial, Divizia 20 Infanterie a avut următorii comandanți:
| Gradul             | Numele            | Perioada                            | Imagine |
| ------------------ | ----------------- | ----------------------------------- | ------- |
| General de brigadă | David Praporgescu | 15 august 1916 - 15 septembrie 1916 |         |